# Герман Брох
Герман Брох (нім. Hermann Broch; (нар. 1 листопада 1886 — пом. 30 травня 1951) — австрійський письменник, найвидатніший представник філософської прози — не отримав достатнього визнання за життя, і лише згодом увійшов в історію європейської літератури.
Сприймав сучасність як епоху краху традиційних цінностей і «розщеплення» цілісного світу. Поєднував об'єктивність життєпису з «потоком свідомості» в манері Джеймса Джойса і сюрреалістичною алегоричністю в дусі Франца Кафки: трилогія «Сновиди» (1931–1932) та роман «Спокусник» (1953) про життя німецького і австрійського суспільства кінця XIX — початку XX вв.; романи: «Невинні» (1950) про Веймарську республіку і зародження фашизму, історико-філософський «Смерть Вергілія» (1945). Новели. Публіцистичні та культурологічні праці (книга «Дж. Джойс і сучасність», 1936). Різносторонність письменника проявилась у заняттях математикою, фізикою, психологією. Він значний мислитель, створив оригінальну філософську концепцію, яка привернула до себе увагу Б.Рассела, К. Г. Юнга, А. Ейнштейна.

## Біографія
Герман Брох народився 1 листопада 1886 у Відні в родині великого текстильного промисловця Йозефа Броха, предки якого влаштувалися, як багато тисяч євреїв, після вигнання в 15 столітті з Іспанії, на території Австрійської імперії. Батько був авторитарною і вельми обмеженою людиною, цілком поглиненим управлінням фабрикою. В старшому сині, Германі, він бачив свого наступника. Тому, закінчивши середню школу і текстильне училище, Герман Брох в 1907 році увійшов у справу батька, а з 1915 став керівником фірми «Теесдорф». Він виявився добрим фахівцем, запатентувавши оригінальну конструкцію ткацького верстата, та здібним керівником, починаючи з 1916 року, управління сімейним концерном поступово перейшло до рук Германа. Але діяльність промисловця не задовольняла інтелектуальних і творчих потреб Броха і він в 1903–1904 роках він відвідував лекції з математики, фізики, психології у Віденському університеті як вільний слухач, пробував писати поетичні та прозові твори.
У 1911 році Брох знову почав відвідувати лекції, але ненадовго — управління підприємством займало більшу частину його часу. Однак самостійні штудії в галузі філософії і мистецтва просуваються досить інтенсивно. Герман Брох входить у літературне життя Відня, часто буває в знаменитих віденських кав'ярнях, які є своєрідним центром культурного життя австрійської столиці, знайомиться з молодими поетами і письменниками. У 1910-і рока Брох пише есе та статті з філософії, культури і мистецтва, експериментує в галузі літератури — з'являються кілька його віршів і новел. З початком Першої світової війни Брох (з вересня 1914 року до закінчення війни) керував лазаретом Червоного Хреста, який розташовувався в будівлі його фабрики «Теесдорф».
Особливу роль у його житті відіграла талановита журналістка, колишня натурниця Еа фон Аллеш, яку називали «королевою Cafe Central» серед віденської богеми. Зокрема нею захоплювався Р.-М. Рільке. Вона була на 11 років старшою від Броха. В шлюбі жінка успіху не мала: її перший чоловік, англієць за походженням, піаніст, загинув на війні, а другий — лейтенант Йоганнес фон Аллеш опинився у психіатричній клініці через три місяці після їхнього весілля. Брох закохався в цю жінку, мріяв одружитися з нею, і для цього у 1923 році розлучився з першою дружиною. Згодом романтична історія закінчилася, проте саме завдяки підтримці Еа фон Аллеш молодий фабрикант утвердився в своїх намірах повністю зосередитися на літературній творчості.
У 1920-і роки він займається філософією і різними галузями науки, крім того, регулярно публікує рецензії на твори сучасних письменників, таких як К. Краус, Ф. Бляй, К. Моргенштерн, К. Едшмід, А. Польгар, Л. Перуц, Е. Е. Кіш, а також інших, нині маловідомих, авторів. У 1925 році Брох, готуючись стати доктором математичних наук, серйозно приступає до занять природничими науками, історією, філософією, історією мистецтв і т. д. у Віденському університеті. Заняття тривали до 1930 року, після чого Брох, розчарувавшись в теоріях неопозитивізму і суто наукових методах пізнання дійсності, залишив навчання і мрію про шлях вченого-математика. У 1927 році, майже двадцять років будучи власником і керівником текстильної фабрики, він продає підприємство, всупереч волі матері і молодшого брата, і незабаром цілком присвятив себе літературі.
З 1928 по 1932 роки Брох пише роман — трилогію «Сновиди», вперше заявивши про себе як про майстра. Після закінчення роману письменник працює майже одночасно над кількома літературними задумами, займається теорією драми, в есе і статтях початку 1930-х років формулює нові принципи своєї літературної творчості. В кінці 1934 року він приступає до написання роману «Мара». У 1938 році, відразу після аншлюсу, Генріх Брох був арештований гестапо (зіграла роль і його національність), звідки, за допомогою зарубіжних письменників (в першу чергу Дж. Джойса, а також Т. Манна, О. Хакслі та ін), йому вдалося незабаром звільнитися і емігрувати через Англію в Америку. Мати Броха загинула під час війни в концентраційному таборі «Терезин». З 1938 року письменник до самої смерті постійно знаходиться в Америці (Нью-Хейвен), так і не повернувшись до Відня. В еміграції з 1942 він працює над науковим трактатом «Теорія масового психозу», створює роман «Смерть Вергілія» (1945), який став найвищим досягненням письменника і приніс йому посмертну світову славу.
Критично ставлячись протягом усієї своєї літературної творчості до власних творів і, незабаром або через якийсь час, дистанціювавшись від них, Брох наприкінці 1940-х років прийшов до думки про відмову від мистецтва, розчарувавшись навіть у своєму вершинному творінні, і цілком присвятив себе роботі над теорією масової психології, занять математикою, математичною статистикою, фізикою, політикою і соціологією. Його записи щодо встановлення демократичного суспільства, пропозиції щодо реформи системи освіти, створення міжнародного суду, конвенціям з розширення та дотриманню конституційних прав людини, заборону смертної кари, багато в чому передбачили ідеї і функції правових організацій у Європі після Другої світової війни.

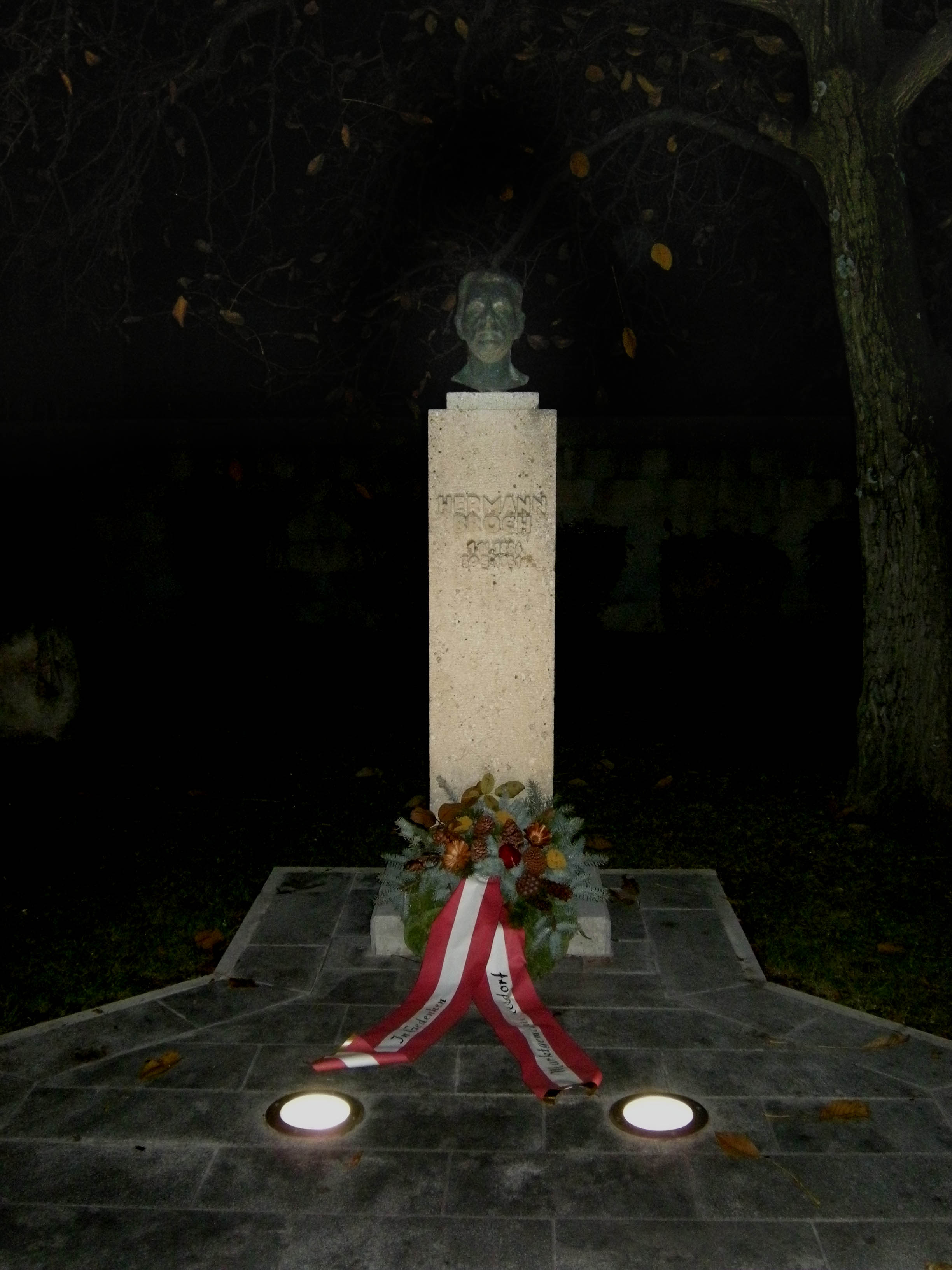
Могила Германа Броха

В Америці Брох жив на мізерні стипендії, що виділяються благодійними організаціями письменникам-емігрантам, викладав історію німецької літератури в Університеті Нью-Хевена. Важке фінансове становище і непереборне прагнення до творчого самовираження змушують письменника знову звернутися до літератури. Брох пише есе «Гофмансталь і його час» (1949); частково переробивши колишні новели, почасти написавши нові, створює роман «Невинні», об'єктом осмислення якого стала Друга світова війна. Крім того, письменник продовжував роботу над романом «Мара», створивши в роки еміграції ще дві редакції, що залишилися так і не закінченими — під час коректури одного з варіантів роману 30 травня 1951 Брох помер від серцевого нападу.

## Творчість

### Періодизація творчості
Творчість Германа Брох чітко поділяється на два великих періоди: австрійський (до 1938 року) і період еміграції (з 1938 до 1951 року).

#### Австрійський період
Під ранньою творчістю Г. Броха розуміють філософські та художні твори 1909–1938 років, бо саме в 1909 році написано перше відоме есе Броха «Kultur 1908/1909». В цей час Брох зайнятий пошуком шляху універсального пізнання світу і самого себе: для цього він використовує своєрідні принципи і засоби, що поєднують суто наукову і художньо-поетичну думку. Традиційно відлік творчості Броха прийнято вести з роману-трилогії «Сновиди» (1929–1932).
У ранній творчості представляється доцільним виділити три етапи:
1. Етап з 1909 до 1929 року Брох пише філософсько-куліурні есе, статті, літературні рецензії, поетичні твори «Cantos 1913», «Математична містерія», «Чотири сонета про метафізичної проблеми пізнання дійсності», новели «Методологічна новела», «Офелія». Брох освоює різні жанри і роди літератури, полемізуючи з ними, пародіюючи їх, намагаючись знайти нові форми і можливості літератури. На цьому етапі проявляється прагнення до синтезу мистецтв, намічається установка на з'єднання науки, мистецтва і літератури, здійснюване за принципом зіставлення.
2. Етап з 1929 року до першої половині 1932 року Брох пише роман-трилогію «Сновиди». У цей час письменник широко використовує для досягнення тотального зображення дійсності фрагментарність, мозаїчність, включення в художній текст есеїстичних вставок з характерними для науки мовними засобами; сам твір відрізняється логікою наукової побудови. Брох прагне знайти шляхи об'єднання ліричного начала та науковості, художності і філософії. Поєднання це відбувається в основному за принципом паралелізму.
3. Етап з другої половини 1932 до 1938 року є перехідним у пізнішу творчість, і відзначений напруженим пошуком нових форм художнього вираження, шляхів досягнення універсального пізнання. У цей надзвичайно насичений і плідний відрізок часу Брох створює твори різних жанрів і родів літератури: драму «Спокута», невеликий роман «Невідома величина», цикл новел «Знаки Зодіаку», комедії, роман «Мара». Цей творчий етап відрізняється використанням нових принципів тотального зображення дійсності, поєднанням в творі сучасності і позачасових характеристик, що досягаються за допомогою символу, міфологічного підтексту, міфопоетичної структури твору[3].

Своєрідність художніх пошуків ранньої творчості Броха обумовлена його особливим розумінням призначення літератури: вона повинна взяти на себе функції філософії, ставити і вирішувати гносеологічні, онтологічні, аксіологічні, етичні проблеми. Проблема пізнання займає центральне місце у творчості Броха, який намагався синтезувати філософські, релігійні, художні способи осягнення дійсності.
У творчості Броха виявляється характерне для німецькомовної словесності зближення філософії та літератури. Однак у Броха філософська концепція розкривається не тільки на змістовному рівні твору, в системі художніх образів, але й утворює його форму, структуру, виражається через композицію, дискурс, вводиться в нього безпосередньо. Це приводило до різних підсумків: від скептичного ставлення до мистецтва до створення «тотального» роману. Прагнучи до всеохопного зображення дійсності, письменник створює оригінальні твори, в яких для досягнення універсального пізнання законів і таємниць буття з'єднані наука і містика, філософія і релігія. Таке злиття Броха-філософа і Броха-художника породило ряд оксюморонних визначень його особистості: «математик мрії», «філософ образу», «поет думки» (В.Йене), «логік мрії», «інтелектуальний містик» (Г. Коопман).

#### Період еміграції
Починаючи з середини 1930-х років, Брох працював над твором, якому давав різні попередні назви, але зазвичай іменував «Гірським романом» (нім. «Der Bergroman»), і продовжував цю роботу до самої смерті. Дія в творі відбувається у маленькому тірольському селі, мешканці якого одурманені демагогічними обіцянками, які привели до ритуального вбивства молодої дівчини, тобто це роман про масову психологію. Точку зору, яка сформувалась під час Другої світової війни, на колективні психологічні джерела нацизму Брох виклав у 1951 році у ґрунтовній праці «Психологія мас» («Massen psychologie»). Протягом 1937—38 років він працював над резолюцією для Ліги націй, де доводить, що спільна боротьба за дотримання прав людини може зупинити поширення фашизму.

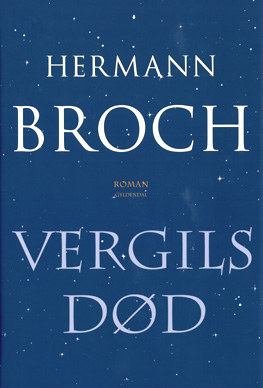
Герман Брох, Смерть Вергілія, 1945

Найбільшим досягненням Броха був роман «Смерть Верґілія» («Der Tod des Vergil», 1945), де письменник найповніше реалізував принципи «поліісторичного роману», тієї «загальної форми всіх засобів поетичного вираження», про яку він розмірковував у своєму есе про творчість Джойса.
Вся дія роману розвивається протягом 18 годин із життя Верґілія, коли смертельно хворий поет розмірковує про минуле, бореться з болісним кашлем, марить, а згодом, прийшовши до тями, розмовляє зі своїми друзями, з лікарем, який прийшов оглянути його і підготувати до бесіди з Октавіаном Августом. А після розмови з імператором Верґілій диктує заповіт, гаснучи у передсмертному маренні.
Роман складається з чотирьох частин, які відображають чотири стихії, за уявленнями давніх філософів з яких складається Всесвіт. Частини мають відповідні назви: «Вода — Прибуття», «Вогонь — Сходження», «Земля — Очікування», «Ефір — Знову на батьківщині». В свою чергу, назви частин розкривають останні дні Вергілія: прибуття в Брундизій кораблів римського імператора Октавіана Августа, який повертається з Греції, на борту одного з них лежить хворий Верґілій, а потім його ношах переносять до місцевої імператорської резиденції. Друга частина описує нічні роздуми і марення поета, до смертного ложа якого не йде сон; третя — відвідини та розмови в останній день Верґілія; четверта — передсмертні видіння головного героя.
У романі розкривається головне призначення мистецтва прагнути до істини, а упереджена оцінка діяльності Октавіана Августа може, на думку письменника, привести нащадків на неправильний шлях:
|  | «Намагався прославити, а не просто зобразити, якраз у цьому й полягала помилка...». |

Власне, саме тому Вергілій і намагався спалити «Енеїду».

### Жанрове різноманіття
На ранніх етапах творчості письменник працював в різноманітному жанровому спектрі — роман, новела, радіоп'єса, п'єса-дискусія, вірш (верлібр, сонет, елегія та ін.), есе — що свідчить не про формалістичне експериментаторство, а про напружений пошук нових художніх можливостей, здатних виразити нове світобачення і завдання літератури: «вірш, новела, роман для нього не мета, а засіб» — засіб вираження нового світобачення. Епічні, драматургічні, ліричні твори Броха пов'язує глибока ідейна спільність, письменник вважав пізнання основним завданням літератури:
|  | «нового пізнання можна досягти лише за допомогою нової форми» |

### Особливості стилю
Композиційна структура романів є досить вільною. У своїх творах письменник прагнув досягти всеосяжності, універсальності зображення дійсності, а центральним у його світоглядній парадигмі було поняття тотальності. Він, зокрема, вважав, що «мистецтво, неспроможне відтворити тотальність світу, не є мистецтвом». Разом з тим, Брох поділяв шпенґлеріанське переконання про занепад західної цивілізації, вважаючи 20 століття одним із найжалюгідніших періодів у історії людства, зокрема вважаючи, що Ш. Бодлер та Р. Вагнер, «немузичний геній музики і непоетичний геній поезії», проторували шлях до сваволі й анархії 20 століття. Часто критики називали Броха «німецьким Джойсом», який цінував Джойсів роман «Улісс» та присвятив ірландському письменнику книгу «Джеймс Джойс і сучасність» (нім. «James Joyce und die Gegenwart», 1936), де він аналізує творчість автора «Улісса» та висловлює власні міркування про жанрові та художні особливості новітнього роману.

## Популяризація творчості

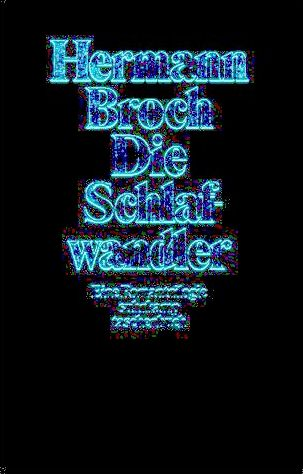
Герман Брох, Сновиди. (Роман — трилогія 1931–1932)

За життя Брох був відомий лише невеликому колу інтелектуалів, в основному письменників: Т. Манна, Музиля, Е. Канетті, А. Дебліну, О. Хакслі та ін, хоча окремі його твори (в першу чергу «Сновиди» і «Смерть Вергілія») викликали відгук у пресі, у вигляді статей і рецензій, безпосередньо після їх публікації. В 1953–1961 роках в Цюриху було видано десятитомне зібрання творів Броха, але довгий час відомими залишалися тільки «Смерть Вергілія» і почасти «Сновиди». У 1950-і роки друзі Брох (письменниця Х. Арендт, видавець Д. Броді, письменник і критик Е. Шенвізе) підготували передмови до томів зібрання творів і нариси для збірників, присвячених життю і творчості Броха, які мають ознайомчий характер і являють собою спогади, ідеалізують особистість письменника і романтизують труднощі його життєвого шляху. Ці абсолютно некритичні статті не були науковими і не мали метою глибоке дослідження творів австрійського письменника. Слова «письменник проти волі», що з'явилися вперше в статті Х. Арендт і дали назву збірці, визначали характер цих робіт, в яких Брох поставав філософом, вимушеним художньо ілюструвати свої наукові положення і вступити в силу цього в складний конфлікт із самим собою.
Наприкінці 1950-х років з'являються перші дисертації, монографії, присвячені в основному художній формі творів Броха, теорії «поліісторичного роману» письменника, і тому орієнтовані на зразок цього жанру — роман-трилогію «Сновиди», цікавили дослідників з точки зору модерністських експериментів. Тоді ж з'явилася тенденція розглядати художню творчість Броха як похідну його науково-філософських концепцій. Про це свідчить, наприклад, стаття Р. Брінкмана, який вважав твори Броха незакінченими, недописаними. У той же час Й. Штрелка в роботі «Кафка, Музіль, Брох і розвиток сучасного роману» розглядає творчість Броха як здійснення теорії «поетичного пізнання», «гармонійне злиття форми і змісту».
1960-ті й початок 1970-х років стали самою негативною смугою в оцінці творчості Броха. Перш за все, письменники-шістдесятники відвернулися від Броха, визнавши його літературну спадщину та ідеї консервативними, далекими від сучасності, пройнятими містикою, а мову і стиль академічними, застарілими.
Негативна і недоброзичлива літературна критика австрійський письменника мала відкрито тенденційний характер. Твори Броха розглядалися як ті, що мають чисто ілюстративний характер, демонструють його філософські концепції, філософія ж письменника викликала розчарування у дослідників, особливої критики зазнали утопічні ідеї. В ці роки Брох розглядається як темний містик, езотерик. В. Хіндерер в роботі «Пізнання смерті» в «Смерті Вергілія» Германа Броха «визначає сутність авторської концепції як» містичну антропологію і розглядає теорію і роман письменника в дусі антропософського вчення Р. Штайнера.
У 1960—1970-ті роки починається також осмислення ролі та місця Броха в історії літератури, отримують розробку проблеми творчих взаємозв'язків. М. Дюрзак в монографії «Герман Брох. Поет і його час» проводить паралелі з творчістю Гете, Т. Манна, Дж. Джойса, Музиля, Г. фон Гофмансталя. Ф. Троммлер в роботі «Роман і дійсність» зазначає, що, незважаючи на власні визнання письменника, він був ближче не до Дж. Джойса, О. Хакслі, А. Жіду, Т. Манна, а до своїх австрійських сучасників: окрім названих в роботі Дюрзака австрійців, дослідник виділяє також Й. Рота, Х. фон Додерера, А. П. Гютерсло, вказуючи, що Броху було властиве типово «австрійське» зображення хиткості реальності і віра в утопію.
У 1970-ті роки вийшли перші наукові збірники, присвячені творчості письменника: «Герман Брох. Перспективи дослідження» (1972), «Брох сьогодні» (1978), «Герман Брох і його час» (1980). З другої половини 1970-х років намітився перелом в оцінці спадщини Броха, на перший план висунувся політичний підтекст його творів, що було пов'язано з дебатами навколо реформ, які проводилися в галузі міжнародної політики з прав людини — закони про скасування смертної кари, пропозиції щодо заснування інституту міжнародного суду тощо, які були розроблені Брохом ще в 1940-ві роки.
Аналізуючи новели Броха, П. М. Лютцелер відзначає навмисну завуальованість і алегоричність зображення, що пояснювало «містицизм» і «езотеризм», конкретних суспільно-політичних подій початку 1930-х років в Австрії та Німеччині, розкриває антифашистську спрямованість новел, а також ранніх творів, роману «Сновиди» «Мара», ті ж тенденції виявляються і в філософських концепціях Броха і в його теоріях соціального перетворення суспільства. У ці роки інтерес до спадщини Броха зростає, дослідники звертаються до новел, лірики, філософських і поетологічних особливостей його творів.
У 1985 році П. М. Лютцелером була закінчена грандіозна робота з упорядкування спадщини Броха та видання зібрання творів в 17 томах, в яке були включені всі художні твори, майже всі праці з філософії, політології, масової психології, праці з теорії та критики літератури, а також все листування, що має не приватний характер. З тих пір надбанням літературознавців стали драматургічні твори і новели. Дослідників Броха починають цікавити проблеми стилю, мови, герменевтики тощо. У 1986 році пройшли численні наукові конференції та симпозіуми (Будапешт, Варшава, Відень, Нью-Йорк, Нью-Хейвен, Париж, Штутгарт), присвячені сторіччю з дня народження австрійського письменника. Побачили світ меморіальні збірники «Герман Брох. Творчість і вплив» (1985, «Герман Брох» (1986), «Герман Брох. Поетична творчість» (1987).

## Твори
- Сновиди. Роман-трилогія (Die Schlafwandler: Eine Romantrilogie) (1931–1932)
- Невідома величина (Die unbekannte Grösse) (1933)
- Зло в системі цінностей мистецтва (Das Böse im Wertsystem der Kunst) (1933)
- Джеймс Джойс і сучасність (James Joyce und die Gegenwart) (1936)
- Дух і дух часу (Geist und Zeitgeist) (1943)
- Смерть Вергілія (Der Tod des Vergil) (1945)
- Невинні (Die Schuldlosen) (1950)
- Пізнання і літературна творчість (Dichten und Erkennen) (1955)
- Психологія мас (Massenpsychologie) (1959)
- Гофмансталь і його епоха (Hofmannsthal und seine Zeit) (1964)
- Чари (Die Verzauberung) (1976)